# Donal Bradley
Donal Donat Conor Bradley (1962) é um físico britânico. É conhecido pelo desenvolvimento da eletrônica de polímeros.
Bradley estudou no Imperial College London, obtendo o bacharelado em 1983, e na Universidade de Cambridge, onde obteve um doutorado no Laboratório Cavendish em 1987. Em sua tese trabalhou com pesquisas espectroscópicas de polímeros conjugados. Continuou as pesquisas na Universidade de Cambridge, onde tornou-se Lecturer. Passou um ano em Kawasaki, Japão, como fellow pesquisador Toshiba no Centro de Pesquisas da Toshiba. A partir de 1993 dirigiu um grupo de pesquisas na Universidade de Sheffield, onde trabalhou parcialmente em estreito contato com Dow Chemical. Em 2000 tornou-se Professor de física dos sólidos experimental no Imperial College London e chefe da seção de física dos sólidos. É diretor do "Center for Plastic Electronics".
Com colegas de Cambridge (Jeremy Burroughes e Richard Friend) desenvolveu a partir de 1989 LEDs de polímeros, que os três patentearam. É assim um dos pioneiros da eletrônica de polímeros. Estes podem ser usados em telas, os PLEDD, "Polymer Light Emitting Diodes for Displays".
Em 2009 recebeu a Medalha e Prêmio Faraday, em 2005 o Prêmio Rajman da Society for Information Display (com Jeremy Burroughes e Richard Friend) e o Prêmio Latsis Europeu. Em 2010 apresentou a Bakerian Lecture da Royal Society (Plastic Electronics: their science and applications) e em 2009 a Mott Lecture do Instituto de Física. Em 2003 recebeu o Prêmio Descartes como membro da equipe de Richard Friend. 
Em 2010 tornou-se CBE.
É fellow da Royal Society (2004), da Royal Society for the Encouragement of Arts, Manufactures and Commerce e do Instituto de Física. 

## Obras
- J. H. Burroughes, D. D. C. Bradley, A. R. Brown, R. N. Marks, K. Mackay, R. H. Friend, P. L. Burns, A. B. Holmes Light emitting diodes based on conjugated polymers, Nature, Volume 347, 1990, p. 539-541, Abstract